# Славјетин на Метуји
Славјетин на Метуји (чеш. Slavětín nad Metují) је насељено мјесто са административним статусом сеоске општине (чеш. obec) у округу Наход, у Краловехрадечком крају, Чешка Република.

## Становништво
Према подацима о броју становника из 2014. године насеље је имало 270 становника.